# IC 3038
IC 3038 — галактика типу Sab (компактна витягнута галактика) у сузір'ї Діва.
Цей об'єкт міститься в оригінальній редакції індексного каталогу.